# David Jaureguiberry
Pour les articles homonymes, voir Jauréguiberry.
David Jaureguiberry est un joueur de football français né le 5 mai 1976 à Pau. Il évoluait au poste de défenseur. 
David Jaureguiberry a joué un match en Ligue 1 et 75 matchs en Ligue 2.

## Clubs
- 1994-1999 :  Pau FC
- 1999-2003 :  AC Ajaccio
- 2003-2009 :  GFCO Ajaccio